# Floribundaria walkeri
Floribundaria walkeri är en bladmossart som beskrevs av Brotherus 1906. Floribundaria walkeri ingår i släktet Floribundaria och familjen Meteoriaceae. Inga underarter finns listade i Catalogue of Life.